# گادوپیکلنول
گادوپیکلنول، که با نام تجاری Elucirem فروخته می شود، یک ماده حاجب است که در تصویربرداری تشدید مغناطیسی (MRI) برای تشخیص و تجسم ضایعات با عروق غیر طبیعی در سیستم عصبی مرکزی و دیگر قسمت های بدن استفاده می شود.  گادوپیکلنول یک کمپلکس غیریونی ماکروسیکلی پارامغناطیسی از گادولینیوم است. 
این ترکیب در سپتامبر ۲۰۲۲ برای استفاده پزشکی در ایالات متحده تایید شد.

## نامگذاری
گادوپیکلنول نام غیراختصاصی بین‌المللی (INN) است.